# Richard Malik
Richard Stephan „Hattek“ Malik (* 19. Dezember 1909 in Beuthen in Oberschlesien, Deutsches Reich; † 20. Januar 1945, Ostfront) war ein deutscher Fußballspieler. Der Offensivspieler hat mit seinem Verein Beuthener SuSV 09 von 1930 bis 1937 an sechs Endrunden um die deutsche Fußballmeisterschaft teilgenommen und dabei fünfzehn Spiele absolviert. Von 1932 bis 1933 hat er zwei Länderspiele in der deutschen Fußballnationalmannschaft bestritten.

## Karriere

### Vereine
Im Alter von noch nicht einmal neun Jahren schloss sich Malik dem Beuthener SuSV 09 an und durchlief fortan alle Altersklassen der Jugendmannschaften. Dem Jugendalter entwachsen rückte er in die erste Mannschaft auf und spielte von 1929 bis 1933 gemeinsam mit seinem Bruder Paul zunächst in der Bezirksklasse Oberschlesien, von 1933 bis 1940 dann in der Gauliga Schlesien, in einer der obersten deutschen Fußballligen in der Zeit des Nationalsozialismus. Malik, den seine Freunde „Hattek“ riefen, war ein technisch versierter, sehr beweglicher Fußballer, der sechsmal (1930, 1931, 1932, 1933, 1934, 1937) mit seiner Mannschaft an der Endrunde um die deutsche Meisterschaft teilnahm und in 15 Spielen fünf Tore erzielte. Des Weiteren kam er auch in vier Spielen um den Tschammerpokal, dem 1935 eingeführten nationalen Pokal-Wettbewerb, zum Einsatz und erzielte zwei Tore.

### Nationalmannschaft
Bei seinem Länderspieldebüt in der A-Nationalmannschaft am 30. Oktober 1932 in Budapest, erzielte er bei der 1:2-Niederlage gegen die Auswahl Ungarns mit dem Treffer zum 1:1 in der 71. Minute gleich sein erstes Tor. Seinen letzten Einsatz im Nationaltrikot bestritt er am Neujahrstag 1933 in Bologna bei der 1:3-Niederlage gegen die Auswahl Italiens. Im Jahr 1933 stand Richard Malik auf der Höhe seiner Fußballkunst. Ein erlittener Beinbruch verhinderte seine Teilnahme an der in Italien ausgetragenen Weltmeisterschaft 1934.

## Erfolge
- Gaumeister Schlesien 1934, 1937

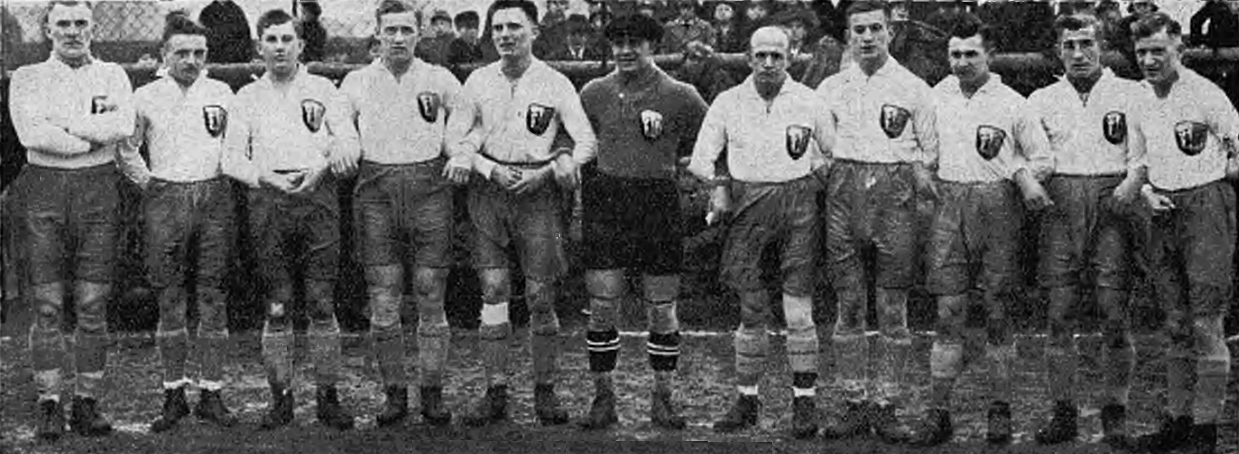
Malik (1. von rechts) mit dem Beuthener SuSV 09, der 1930 Südostdeutscher Meister wurde.

- Südostdeutscher Meister 1930, 1931, 1932, 1933

## Sonstiges
Beruflich fuhr Malik die Lokomotive in den Zink- und Bleigruben seiner Heimatstadt. 1940 wurde er zur Wehrmacht eingezogen. Den Krieg selbst überlebte er nicht; im letzten Kriegswinter fiel er an der Ostfront.
Sein Cousin Leonard Malik war ebenfalls Fußballspieler, der für Pogoń Katowice und Polonia Warschau aktiv war und einmal in der Polnischen Nationalmannschaft zum Einsatz kam.